# Municipio de Rhinehart
El municipio de Rhinehart (en inglés: Rhinehart Township) es un municipio ubicado en el condado de Polk en el estado estadounidense de Minnesota. En el año 2010 tenía una población de 139 habitantes y una densidad poblacional de 19,61 personas por km².

## Geografía
El municipio de Rhinehart se encuentra ubicado en las coordenadas 47°53′10″N 97°0′35″O / 47.88611, -97.00972. Según la Oficina del Censo de los Estados Unidos, el municipio tiene una superficie total de 7.09 km², de la cual 7,09 km² corresponden a tierra firme y (0 %) 0 km² es agua.

## Demografía
Según el censo de 2010, había 139 personas residiendo en el municipio de Rhinehart. La densidad de población era de 19,61 hab./km². De los 139 habitantes, el municipio de Rhinehart estaba compuesto por el 92,81 % blancos, el 0,72 % eran afroamericanos, el 4,32 % eran amerindios y el 2,16 % eran de una mezcla de razas. Del total de la población el 2,16 % eran hispanos o latinos de cualquier raza.